# Siam Discovery Center
Siam Discovery  is een winkelcentrum in het centrum van Bangkok, Thailand. Het is gelegen aan Thanon Rama I.
Het is geopend in 1997 en telt 6 verdiepingen. Boven op het winkelcentrum is kantoorgebouw met 36 verdiepingen. Samen met het naastgelegen Siam Center heeft het meer dan 400+ winkels.

## Locatie
Siam Discovery is gevestigd aan Thanon Rama 1, in het Pathum Wan district. Naar het winkelcentrum liggen Siam Center en Siam Paragon beide ook winkelcentra. Aan de overkant bevinden zich Siam Square en het MBK Center (in het Thais Mah-Boon-Krong).

## Transport
Men kan het winkelcentrum bereiken via de Skytrain station National Stadion. Verder is er een parkeergarage van 11 verdiepingen voor zo'n 2000 auto's (Siam Carpark)